# Мургуца (Ботошани)
Мургуца (рум. Murguța) насеље је у Румунији у округу Ботошани у општини Добарчени. Oпштина се налази на надморској висини од 130 m.

## Становништво
Према подацима из 2002. године у насељу је живело 522 становника, од којих су сви румунске националности.